# Eurovision Song Contest 1965
Der 10. Gran Premio Eurovisione della Canzone, so der offizielle Titel in diesem Jahr, fand am 20. März 1965 im italienischen Neapel statt, da im Vorjahr die Italienerin Gigliola Cinquetti gewonnen hatte.

## Besonderheiten
Es siegte die für Luxemburg angetretene französische Interpretin France Gall mit dem Lied Poupée de cire, poupée de son, das auch von den Plattenkäufern und Radiohörern anerkannt und zu einem Hit wurde. Geschrieben hatte das Siegerlied Serge Gainsbourg, der einige Jahre später gemeinsam mit Jane Birkin den Skandalsong Je t'aime ... moi non plus veröffentlichte. France Gall selbst feierte bis in die späten Achtzigerjahre große Erfolge.
Auch wieder gab es Länder, die keinen Punkt erhielten. Dieses Jahr waren es Belgien, Deutschland, Finnland und Spanien. Für Belgien, Finnland und Spanien war es das zweite Mal – für Deutschland sogar das zweite Mal in Folge.
Die Regel, dass der Beitrag in einer Landessprache erfolgen musste, wurde für den Eurovision Song Contest 1965 aufgehoben. Es war sogar ausdrücklich erlaubt, eine andere Sprache zu nutzen. Von dieser neuen Regel machte nur Schweden Gebrauch. So sang Ingvar Wixell die englische Fassung „Absent Friends“ von „Annorstädes vals“.
Dies war die erste internationale Finalteilnahme von Serge Gainsbourg mit einem seiner berüchtigten, sexuell zweideutigen Texte. Im Gegensatz zu den Interpretinnen Minouche Barelli 1967 und Joëlle Ursull 1990 war sich France Gall dieser Doppeldeutigkeiten nicht bewusst, sang den Titel aber gerade deshalb mit jener naiven Ausstrahlung, die sich Gainsbourg für die Präsentation erhofft hatte. Der Schlüssel zum Verstehen der Untertöne ist dabei der im Liedtext verwendete Ausdruck „la chaleur des garçons“ (Die Hitze der Jungs), eine relativ deutliche Umschreibung der männlichen sexuellen Begierde. Die Hitze der Jungs, vor der sich die Wachspuppe noch fürchtet, die doch so gern wie die Chiffonpuppen wäre, will heißen: wie jene Mädchen, die bereits sexuelle Erfahrungen gemacht haben. Ebenfalls bemerkenswert ist in diesem Zusammenhang, dass „Poupée de cire, poupée de son“ keinerlei Wertungspunkte von den beiden einzigen rein französischsprachigen Jurys aus Monaco und Frankreich erhielt, in denen sicher auch die Untertöne des Textes eher erkannt und verstanden wurden. Durch den Erfolg des Liedes entwickelten sich die Begriffe „Poupée de cire“ und „Poupée de son“ zu geflügelten Worten. „Poupée de cire“ (Wachspuppe) bezeichnet umgangssprachlich ein Mädchen, das „geschmolzen“, d. h. entjungfert werden möchte, „Poupée de son“ (Sprechpuppe/Singpuppe) eine Frau, die beim Sex laut stöhnt bzw. beim Orgasmus schreit (Stöhnpuppe/Schreipuppe). Bis heute gehen die Meinungen über das Lied weit auseinander. Was die einen avantgardistisch nennen, halten die anderen für schlicht obszön. Unbestritten ist, dass „Poupée de cire, poupée de son“ zu den bekanntesten Eurovisionssiegertiteln gehört. France Gall selbst lehnte es im späteren Verlauf ihrer Karriere entschieden ab, das „dumme Lied“ jemals wieder zu singen oder auch nur darüber zu sprechen. Sie zählte daher zu den wenigen Eurovisionssiegern, die sich 1981 nicht an der großen Jubiläumsgala im norwegischen Mysen beteiligten.
Der Eurovision Song Contest 1965 war der erste, der von einigen Intervision-Ländern live übertragen wurde – darunter auch von der Sowjetunion.

## Teilnehmer

Teilnehmende Länder

Schweden kehrte nach der einjährigen Pause zurück und Irland nahm zum ersten Mal teil. Somit gab es mit 18 Ländern einen neuen Teilnehmerrekord.

### Wiederkehrende Interpreten
| Land        | Interpret         | Vorherige(s) Teilnahmejahr(e) |
| ----------- | ----------------- | ----------------------------- |
| Jugoslawien | Vice Vukov        | 1963                          |
| Österreich  | Udo Jürgens       | 1964                          |
| Spanien     | Conchita Bautista | 1961                          |

### Dirigenten
Jedes Lied wurde mit Live-Musik begleitet – folgende Dirigenten leiteten das Orchester bei dem/den jeweiligen Land/Ländern:
- Niederlande – Dolf van der Linden
- Vereinigtes Königreich – Eric Robinson
- Spanien – Adolfo Ventas Rodríguez
- Irland – Gianni Ferrio
- BR Deutschland – Alfred Hause
- Österreich – Gianni Ferrio
- Norwegen – Øivind Bergh
- Belgien – Gaston Nuyts
- Monaco – Raymond Bernard
- Schweden – William Lind
- Frankreich – Franck Pourcel
- Portugal – Fernando de Carvalho
- Italien – Gianni Ferrio
- Dänemark – Arne Lamberth
- Luxemburg – Alain Goraguer
- Finnland – George de Godzinsky
- Jugoslawien – Radivoje Spasić
- Schweiz – Mario Robbiani

## Abstimmungsverfahren
Es galt das im Vorjahr eingeführte Abstimmungsverfahren. Jedes Land konnte insgesamt neun Punkte vergeben, wovon der Erstplatzierte innerhalb der Jury fünf Punkte, der Zweite drei Punkte und der Dritte einen Punkt erhielt. Sollte nur ein Lied nominiert sein, erhielte dies alle neun Punkte. Sollten es zwei sein, erhielte das Erste sechs Punkte und das Zweite drei Punkte.

## Platzierungen
| Platz | Startnr. | Land                   | Interpret          | Titel (M = Musik; T = Text)                                                              | Sprache        | Übersetzung                    | Punkte |
| ----- | -------- | ---------------------- | ------------------ | ---------------------------------------------------------------------------------------- | -------------- | ------------------------------ | ------ |
| 01.   | 15       | Luxemburg              | France Gall        | Poupée de cire, poupée de son M/T: Serge Gainsbourg                                      | Französisch    | Wachspuppe, Singpuppe          | 32     |
| 02.   | 02       | Vereinigtes Königreich | Kathy Kirby        | I Belong M: Peter Lee Sterling; T: Phil Peters                                           | Englisch       | Ich gehöre                     | 26     |
| 03.   | 11       | Frankreich             | Guy Mardel         | N’avoue jamais M: Guy Mardel; T: Françoise Dorin                                         | Französisch    | Gib niemals zu                 | 22     |
| 04.   | 06       | Österreich             | Udo Jürgens        | Sag ihr, ich laß sie grüßen M: Udo Jürgens; T: Frank Bohlen                              | Deutsch        | –                              | 16     |
| 05.   | 13       | Italien                | Bobby Solo         | Se piangi se ridi M: Gianni Marchetti, Roberto Satti; T: Mogol, Roberto Satti            | Italienisch    | Wenn du weinst, wenn du lachst | 15     |
| 06.   | 04       | Irland                 | Butch Moore        | I’m Walking the Streets in the Rain M/T: Teresa Conlon, George Prendergast, Joe Harrigan | Englisch       | Ich gehe die Straßen im Regen  | 11     |
| 07.   | 14       | Dänemark               | Birgit Brüel       | For din skyld M: Jørgen Jersild; T: Poul Henningsen                                      | Dänisch        | Dir zuliebe                    | 10     |
| 08.   | 18       | Schweiz                | Yovanna            | Non – à jamais sans toi M: Bob Calfati; T: Jean Charles                                  | Französisch    | Nein – für immer ohne dich     | 08     |
| 09.   | 09       | Monaco                 | Marjorie Noël      | Va dire à l’amour M: Raymond Bernard; T: Jacques Mareuil                                 | Französisch    | Geh und erzähle der Liebe      | 07     |
| 10.   | 10       | Schweden               | Ingvar Wixell      | Absent Friend M: Dag Wirén; T: Alf Henrikson                                             | Englisch       | Abwesender Freund              | 06     |
| 11.   | 01       | Niederlande            | Conny Vandenbos    | Het is genoeg M: Johnny Holshuyzen; T: Joke van Soest                                    | Niederländisch | Es ist genug                   | 05     |
| 12.   | 17       | Jugoslawien            | Vice Vukov         | Čežnja M: Julijo Marić; T: Zarko Roje                                                    | Kroatisch      | Sehnsucht                      | 02     |
| 13.   | 07       | Norwegen               | Kirsti Sparboe     | Karusell M/T: Jolly Kramer-Johansen                                                      | Norwegisch     | Karussell                      | 01     |
| 13.   | 12       | Portugal               | Simone de Oliveira | Sol de inverno M: Carlos Nobrega e Sousa; T: Jeronimo Bragança                           | Portugiesisch  | Wintersonne                    | 01     |
| 15.   | 03       | Spanien                | Conchita Bautista  | Qué bueno, qué bueno! M/T: Antonio Figueroa Egea                                         | Spanisch       | Wie gut, wie gut               | 0      |
| 15.   | 05       | BR Deutschland         | Ulla Wiesner       | Paradies, wo bist du? M: Hans Blum; T: Barbara Kist                                      | Deutsch        | –                              | 0      |
| 15.   | 08       | Belgien                | Lize Marke         | Als het weer lente is M: Jef van den Berg; T: Jaak Dreesen                               | Niederländisch | Wenn es wieder Frühling ist    | 0      |
| 15.   | 16       | Finnland               | Viktor Klimenko    | Aurinko laskee länteen M: Toivo Kärki; T: Reino Helismaa                                 | Finnisch       | Die Sonne geht im Westen unter | 0      |

## Punktevergabe
| Land | Abstimmungsergebnisse | Abstimmungsergebnisse | Abstimmungsergebnisse | Abstimmungsergebnisse | Abstimmungsergebnisse | Abstimmungsergebnisse | Abstimmungsergebnisse | Abstimmungsergebnisse | Abstimmungsergebnisse | Abstimmungsergebnisse | Abstimmungsergebnisse | Abstimmungsergebnisse | Abstimmungsergebnisse | Abstimmungsergebnisse | Abstimmungsergebnisse | Abstimmungsergebnisse | Abstimmungsergebnisse | Abstimmungsergebnisse | Abstimmungsergebnisse | Abstimmungsergebnisse |
| Land | Punkte                | NL                    | UK                    | ES                    | IR                    | DE                    | AT                    | NO                    | BE                    | MC                    | SE                    | FR                    | PT                    | IT                    | DK                    | LU                    | FI                    | YU                    | CH                    | Votings               |
| --- | --------------------- | --------------------- | --------------------- | --------------------- | --------------------- | --------------------- | --------------------- | --------------------- | --------------------- | --------------------- | --------------------- | --------------------- | --------------------- | --------------------- | --------------------- | --------------------- | --------------------- | --------------------- | --------------------- | --------------------- |
| Niederlande | 05                    |                       | –                     | –                     | –                     | –                     | –                     | 5                     | –                     | –                     | –                     | –                     | –                     | –                     | –                     | –                     | –                     | –                     | –                     | 01                    |
| Vereinigtes Königreich                                                                                                 | 26                    | –                     |                       | 5                     | –                     | –                     | –                     | 1                     | 6                     | –                     | 3                     | –                     | –                     | 1                     | 5                     | –                     | –                     | –                     | 5                     | 07                    |
| Spanien | 0                     | –                     | –                     |                       | –                     | –                     | –                     | –                     | –                     | –                     | –                     | –                     | –                     | –                     | –                     | –                     | –                     | –                     | –                     | 0                     |
| Irland | 11                    | –                     | –                     | –                     |                       | –                     | –                     | –                     | –                     | –                     | –                     | –                     | 3                     | 5                     | –                     | –                     | –                     | 3                     | –                     | 03                    |
| Deutschland | 0                     | –                     | –                     | –                     | –                     |                       | –                     | –                     | –                     | –                     | –                     | –                     | –                     | –                     | –                     | –                     | –                     | –                     | –                     | 0                     |
| Österreich | 16                    | –                     | 3                     | –                     | 5                     | –                     |                       | –                     | –                     | –                     | –                     | –                     | 5                     | 3                     | –                     | –                     | –                     | –                     | –                     | 04                    |
| Norwegen | 01                    | –                     | –                     | –                     | –                     | –                     | 1                     |                       | –                     | –                     | –                     | –                     | –                     | –                     | –                     | –                     | –                     | –                     | –                     | 01                    |
| Belgien | 0                     | –                     | –                     | –                     | –                     | –                     | –                     | –                     |                       | –                     | –                     | –                     | –                     | –                     | –                     | –                     | –                     | –                     | –                     | 0                     |
| Monaco | 07                    | –                     | 5                     | –                     | –                     | –                     | –                     | –                     | –                     |                       | –                     | –                     | –                     | –                     | –                     | –                     | –                     | 1                     | 1                     | 03                    |
| Schweden | 06                    | –                     | –                     | –                     | –                     | –                     | –                     | –                     | –                     | –                     |                       | –                     | –                     | –                     | 3                     | –                     | 3                     | –                     | –                     | 02                    |
| Frankreich | 22                    | 1                     | –                     | 3                     | 1                     | 3                     | –                     | –                     | –                     | 5                     | –                     |                       | –                     | –                     | –                     | 3                     | 1                     | 5                     | –                     | 08                    |
| Portugal | 01                    | –                     | –                     | –                     | –                     | –                     | –                     | –                     | –                     | 1                     | –                     | –                     |                       | –                     | –                     | –                     | –                     | –                     | –                     | 01                    |
| Italien | 15                    | 3                     | 1                     | –                     | –                     | 1                     | –                     | –                     | 3                     | 3                     | –                     | 3                     | –                     |                       | –                     | 1                     | –                     | –                     | –                     | 07                    |
| Dänemark | 10                    | –                     | –                     | –                     | –                     | –                     | –                     | –                     | –                     | –                     | 5                     | –                     | –                     | –                     |                       | 5                     | –                     | –                     | –                     | 02                    |
| Luxemburg | 32                    | 5                     | –                     | 1                     | 3                     | 5                     | 5                     | 3                     | –                     | –                     | 1                     | –                     | –                     | –                     | 1                     |                       | 5                     | –                     | 3                     | 10                    |
| Finnland | 0                     | –                     | –                     | –                     | –                     | –                     | –                     | –                     | –                     | –                     | –                     | –                     | –                     | –                     | –                     | –                     |                       | –                     | –                     | 0                     |
| Jugoslawien | 02                    | –                     | –                     | –                     | –                     | –                     | –                     | –                     | –                     | –                     | –                     | 1                     | 1                     | –                     | –                     | –                     | –                     |                       | –                     | 02                    |
| Schweiz | 08                    | –                     | –                     | –                     | –                     | –                     | 3                     | –                     | –                     | –                     | –                     | 5                     | –                     | –                     | –                     | –                     | –                     | –                     |                       | 02                    |
| Die Tabelle ist senkrecht nach der Auftrittsreihenfolge geordnet, waagerecht nach der chronologischen Punkteverlesung. |                       |                       |                       |                       |                       |                       |                       |                       |                       |                       |                       |                       |                       |                       |                       |                       |                       |                       |                       |                       |

### Vergabe der Höchstwertungen
| Anzahl | Land                   | erhalten von                                      |
| ------ | ---------------------- | ------------------------------------------------- |
| 4      | Luxemburg              | Niederlande, BR Deutschland, Österreich, Finnland |
| 4      | Vereinigtes Königreich | Spanien, Belgien, Dänemark, Schweiz               |
| 2      | Dänemark               | Schweden, Luxemburg                               |
| 2      | Frankreich             | Monaco, Jugoslawien                               |
| 2      | Österreich             | Irland, Portugal                                  |
| 1      | Irland                 | Italien                                           |
| 1      | Monaco                 | Vereinigtes Königreich                            |
| 1      | Niederlande            | Norwegen                                          |
| 1      | Schweiz                | Frankreich                                        |

## Deutsche Vorausscheidung
Die deutsche Vorausscheidung Ein Lied für Neapel fand am 27. Februar 1965 statt.